# IC 569
IC 569 ist eine elliptische Galaxie mit aktivem Galaxienkern vom Hubble-Typ E im Sternbild Löwe nördlich der Ekliptik. Sie ist schätzungsweise 460 Millionen Lichtjahre von der Milchstraße entfernt und hat einen Durchmesser von etwa 110.000 Lichtjahren.
Im selben Himmelsareal befindet sich u. a. die Galaxie IC 576.
Das Objekt wurde am 27. Januar 1892 vom französischen Astronomen Stéphane Javelle entdeckt.